# 河南あすか
河南 あすか（かなん あすか）は、日本の漫画家・イラストレーター。女性。

## 概要
同人サークル「リリカルマジカル」にて活動。
いわゆる萌え系の絵調で同人・商業など執筆をこなし、同人誌即売会などに精力的にサークル参加をしている。ディフォルメから緻密画までを描き分けており、幅広いジャンル(百合・鉄道・ミリタリー・ゲーム・メード・同人等)を網羅している。同人サークルとしても執筆だけではなく、グッズ製作サークルとして知られており特注仕様のショッピングバッグやアクセサリー、懐中時計、マグカップ、金属鋳造のメダル、大型フルカラー缶バッヂ、霧島刻印入り眼鏡、レイジングハートネックレス、タオルなどのグッズ製作を行っている。同人誌即売会の宣伝イラストやカタログ表紙なども多く手がけている。
商業活動としては出版雑誌の連載や単発作品漫画やイラスト提供、薬物乱用防止啓発イラストから、ジャパンエキスポで東京ビッグサイトの招待漫画家としてパリ会場に渡航しての現地実演を行っている。
2021年4月現在、大阪芸術大学デザイン学科の教員一覧に非常勤講師として表示がある（大阪芸術大学デザイン学科教員一覧）。

## 作品一覧

### 連載中
- 魔法戦記リリカルなのはForce Dimension（原作・原案：都築真紀、『娘TYPE』『4コマnanoエース』、角川書店）
- にゃんにゃん☆きゅーと！（『快盗天使ツインエンジェル公式サイト』、サミー株式会社）
- じえーたいおーえんくらぶ☆ ( 自衛隊応援クラブ 『一般社団法人DSC』)
- サノバウィッチ Pure 原作：ゆずソフト （コミック アース・スター 株式会社アース・スター エンターテイメント）連載サイト
- のぞみとかなの幽霊しようよ♡（Pixivコミック）連載サイト
- 転生令嬢が国王陛下に溺愛されるたった一つのワケ eterna （コミック アース・スター 株式会社アース・スター エンターテイメント）連載サイト

### 漫画・商業作品
- .hack//GnU - .hack//G.U.: The Worldで連載。原作は種子島貴
- はっぴいすとらいかーず! - 月刊ニュータイプ6月号増刊「娘TYPE」Vol.1で掲載。
- さくらリンク（『まんが4コマKINGSぱれっとLite』、一迅社）
- 少女えーす!（『まんが4コマKINGSぱれっとLite』、一迅社）
- ガールズクロスメイデン（『ケータイ★まんが王国　コミックYA!』、Bbmfマガジン）
- ポテトチップスジンジャーエール （『コミック アース・スター』 Vol.4）
- DRACU RIOT! HONEY (『コミック アース・スター』、アース・スター エンターテイメント)
- オトコノ娘デイズ （『わぁい!』、一迅社　Vol.8～Vol.13）
- ゆず・ぱら OFFICIAL ARTWORKS、ゆずソフト 2015年8月

### 単行本
- 2005年　ゆ・め・の・は（宙出版、単巻、ISBN 978-4-7767-1538-2）
- 2009年　さくらリンク（一迅社、ISBN 978-4758080637）
- 2010年　さくらリンク2(一迅社、ISBN 978-4758080989)
- 2012年　DRACU RIOT! HONEY (泰文堂、単巻、ISBN 978-4803003949)
- 2012年　結婚しよっ！ ~同棲から結婚まで~（三葉との共著、一迅社、ISBN 978-4758012522）
- 2013年　魔法戦記リリカルなのはForce Dimension(角川書店、ISBN 978-4041205990)
- 2013年　オトコノ娘デイズ （一迅社、単巻、ISBN 978-4-7580-1322-2）
- 2014年　魔法戦記リリカルなのはForce Dimension(2)(角川書店、ISBN 978-4041210703)
- 2015年　DOGDAYS Sugar　(KADOKAWA、 ISBN 978-4041030707)
- 2016年　サノバウィッチ Pure　(泰文堂、 ISBN 978-4803008784)
- 2017年　ツインエンジェルBREAK (角川コミックス・エース、ISBN 978-4041057988)

### 商業アンソロジー
- 2008年　初音ミクアンソロジーコミック 2(ジャイブ、ISBN 978-4861765001)
- 2008年　ソルフェージュ〜Sweet harmony〜（ガンホー・ワークス、PSP版初回特典アンソロジーコミック）
- 2010年 魔法少女リリカルなのは コミックアラカルト（角川書店、ISBN 978-4047154858）
- 2012年 這いよれ! ニャル子さん コミックアンソロジー（ほるぷ出版、ISBN 978-4593857135）

### イラスト
- 2005年　大阪府健康福祉部薬務課麻薬毒劇物グループ公募による薬物乱用防止啓発用ポスターを執筆 ポスター図案
- 2009年　快盗天使ツインエンジェル（サミー）コミックマーケット77用イラストを執筆
- 2011年　ジャパンエキスポ東京ビッグサイトブースの招待漫画家として実演、東京都市擬人化で池袋キャラクターを執筆 (記事記録)
- 2016年　魔法少女リリカルなのは 同人誌即売会 強く果てしない未来へ インテックス大阪 告知イラストを執筆 イベント公式サイト

### イベント用チラシイラスト
- 2011年　勧業祭2011（京都）のカタログ表紙
- 2012年　太陽出版株式会社カタログ表紙
- 2013年3月24日(日)開催のそうさく畑 収穫祭2013イベントのカタログ注意漫画
- 2015年12月　太陽出版株式会社カタログ見本グッズ

### アクエリアンエイジ
- ギターガール No.0214 （Expansion 魔術師の呪文）
- チュパカブラ No.0320 （Expansion 魔術師の呪文）
- AIOS No.1273 （Expansion 運命の輪）
- AIOS No.1273 （Expansion 運命の輪）
- ライブラリー・ウィッチ“アルメリア・ハクスリー” No.0470/0485 （Expansion 冥烙の門）
- リグロウサー“アルメリア・ハクスリー” No.0471/0486 （Expansion 冥烙の門）

## 同人誌作品
- 200x年　ゆ・め・の・は
- 2010年　さくらリンクえくすぱんしょん
- 2011年　さくらリンク＋
- 2011年　ガールズクロスメイデン全総集編
- 2012年　オリジナルイラスト集 Lyrical Artworks Petit
- 2012年　ナノハスタイル2012 12
- 2012年　中二病本「イノセントマテリアル」
- 2013年　ナノハスタイル201304
- 2013年　ナノハスタイル201308
- 2013年　少女えーす！完全版
- 2013年　天然艦娘
- 2013年　リリカルアートワークス
- 2013年　ナノハスタイル201312
- 2014年　ナノハスタイル201408
- 2014年　天然艦娘2
- 2014年　TOKIDOKI KANAN ASUKA MAGAZINE
- 2014年　天然艦娘3
- 2015年　天然艦娘4
- 2015年　百合艦娘 今日はキスだけの約束
- 2015年　百合満月
- 2016年　水着艦娘
- 2016年　百合艦娘 Supplement
- 2018年　リリカルログ201806 のぞかな幽霊Ver
- 2018年　リリカルログ201808 PrismStars!Ver

※コミックマーケット開催毎新刊発行（発行情報求む）